# تذکره بتخانه
تذکرهٔ بتخانه تذکره‌ای عمومی از محمد صوفی، حسن‌بگ خاکی و عبداللطیف بن عبدالله عباسی است. محمد صوفی و خاکی نگارش آن را در ۱۰۱۰ ه‍.ق آغاز کردند و عباسی یازده سال بعد در گجرات آن را به پایان رساند. این کتاب گزیده‌ای از چهل‌هزار بیت است که صوفی در مدت چهل سال از مجموع چهارصدهزار بیت گردآوری کرده‌است. این کتاب را صوفی به پیشنهاد خاکی و کمک عبداللطیف عباسی تدوین کرده و بعدها عبداللطیف با نگارش مقدمه‌ای و کمی تغییر به اتمام رسانده و خلاصةالشعراء نامیده است.